# Bathynella germanitas
Bathynella germanitas är en kräftdjursart som beskrevs av Jang-Cheon Cho och Kim 1997. Bathynella germanitas ingår i släktet Bathynella och familjen Bathynellidae. Inga underarter finns listade i Catalogue of Life.